# Gare d'Azuchi
La gare d'Azuchi (安土駅, Azuchi-eki) est une gare ferroviaire située à Ōmihachiman dans la préfecture de Shiga au Japon.

## Situation ferroviaire
La gare se trouve au point kilométrique (PK) 470,8 de la ligne principale Tōkaidō.

## Histoire
La gare a ouvert le 25 avril 1914.

## Service des voyageurs

### Accueil
La gare dispose d'un bâtiment voyageurs, avec guichets, ouvert tous les jours.

### Desserte
- Ligne Biwako :
  - voie 1 : direction Maibara, Nagahama et Ōgaki
  - voies 2 et 3 : direction Kyoto et Osaka